# Lahcen Boutayeb
Pour les articles homonymes, voir Boutayeb.
Lahcen Boutayeb (mort le  17 juin 2022 à Casablanca) est une personnalité marocaine, connue pour avoir notamment œuvré à la promotion et au développement du cyclisme au Maroc,.
Il a occupé différentes fonctions, comme « vice-président de la Fédération royale marocaine de cyclisme (FRMC) durant plusieurs décennies, membre fondateur et président de l'Union sportive de Casablanca (USC) pendant plus de 45 ans, et ambassadeur de bonne volonté de l'Union cycliste internationale (UCI) »,. 